# Atletismo nos Jogos Pan-Americanos de 1963 - Salto em distância feminino
A prova do salto em distância feminino nos Jogos Pan-Americanos de 1963 foi realizada em São Paulo, Brasil.

## Medalhistas
| Ouro                            | Prata                      | Bronze                           |
| Willye White USA Estados Unidos | Iris dos Santos BRA Brasil | Edith McGuire USA Estados Unidos |

## Resultados
| Posição           | Nome             | Nacionalidade      | Marca | Notas |
| ----------------- | ---------------- | ------------------ | ----- | ----- |
| Medalha de ouro   | Willye White     | USA Estados Unidos | 6.15  |       |
| Medalha de prata  | Iris dos Santos  | BRA Brasil         | 5.65  |       |
| Medalha de bronze | Edith McGuire    | USA Estados Unidos | 5.48  |       |
| 4                 | Gisela Vidal     | VEN Venezuela      | 5.42  |       |
| 5                 | Irene Martínez   | CUB Cuba           | 5.39  |       |
| 6                 | Dianne Gerace    | CAN Canadá         | 5.25  |       |
| 7                 | Patsy Callender  | BAR Barbados       | 5.17  |       |
| 8                 | Joanne Rootsaert | CAN Canadá         | 5.07  |       |